# Salto do Céu
Salto do Céu est une municipalité brésilienne située dans l'État du Mato Grosso.